# Рыбацкий бастион

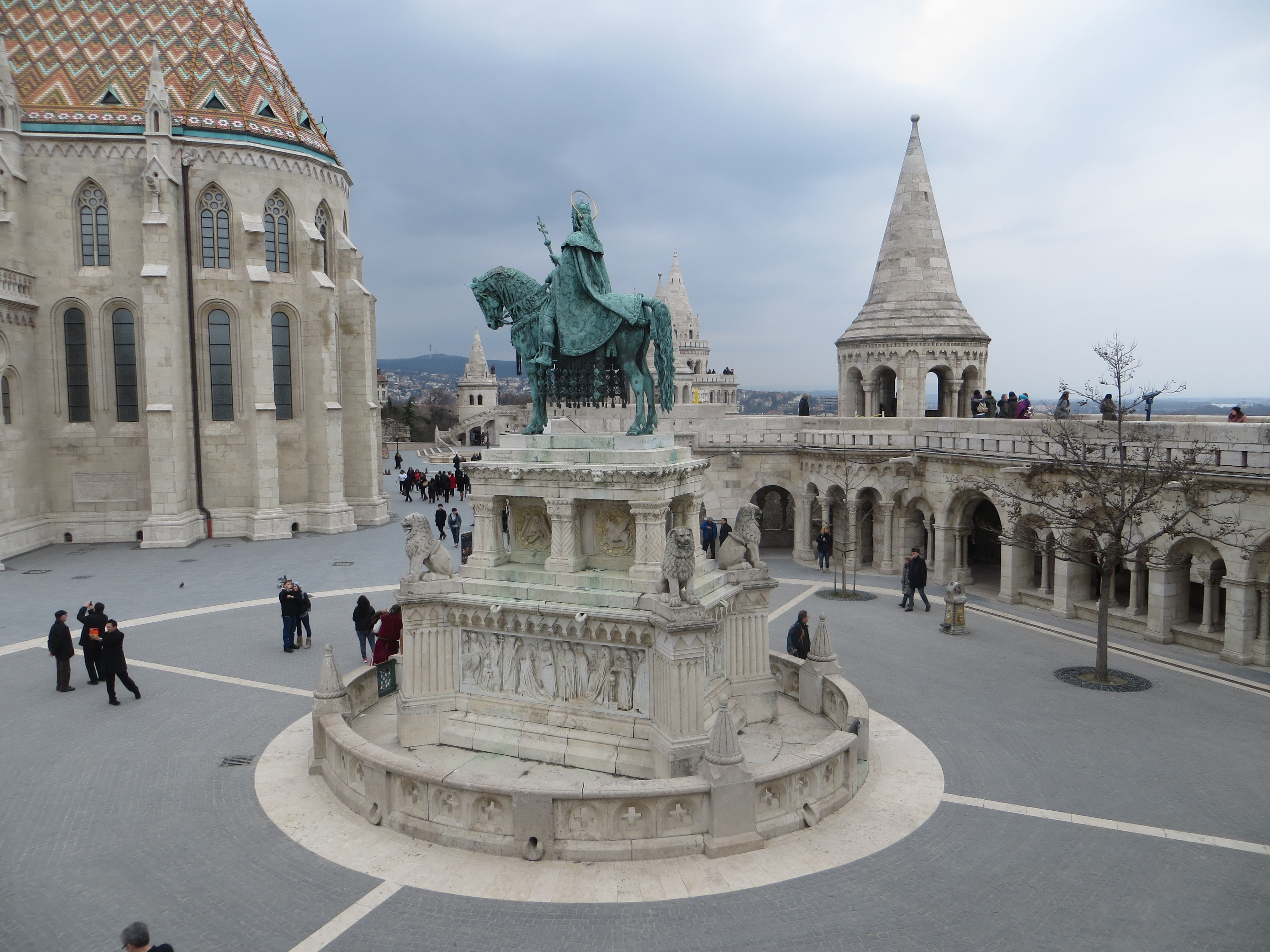
Рыбацкий бастион с конной статуей святого Иштвана

Рыбацкий бастион (венг. Halászbástya) — архитектурное сооружение на Крепостном холме в Буде, одна из достопримечательностей венгерской столицы. Представляет собой площадь, окружённую галереей длиной 140 м и шириной 8 м с коническими шатровыми башнями (6 небольших и одна центральная, символизируют семь племён, основавших венгерское государство), аркадами и балюстрадами, откуда открывается великолепный вид на Дунай и Пешт.
Рыбацкий бастион был возведён в 1899—1905 годах по проекту архитектора Фридьеша Шулека и задуман как архитектурный фон для церкви Матьяша. Несмотря на своё название, Рыбацкий бастион никогда не имел оборонительного значения. Ранее на месте Рыбацкого бастиона находилась площадь, окружённая крепостной стеной, где шла торговля рыбой. В Средние века будайские рыбаки защищали этот участок крепостной стены в случае военной угрозы, и Рыбацкий бастион стал памятником храброй гильдии рыбаков.